# Glutaminaza
Glutaminaza (EC 3.5.1.2, glutaminaza I, L-glutaminaza, glutamin aminohidrolaza) je enzim sa sistematskim imenom L-glutamin amidohidrolaza. Ovaj enzim katalizuje sledeću hemijsku reakciju
-glutamin + H2O {\displaystyle \rightleftharpoons } L-glutamat + NH3

## Spoljašnje veze
- Glutaminase на 